# Polymixis canescens
Polymixis canescens là một loài bướm đêm trong họ Noctuidae.